# Жёлто-зелёная куфия
Жёлто-зелёная куфия, или хабу (лат. Protobothrops flavoviridis) — вид ядовитых змей семейства гадюковых.
Общая длина варьирует от 1,2—1,5 до 2,5 м. Вес 2—3,5 кг. Голова большая, достаточно плоская, треугольная. Туловище мускулистое. Хвост нецепкий. Окраска светло-оливкового или желтовато-зелёного цвета с тёмными пятнами. Брюхо беловатого цвета.
Любит горные леса, луга, возделанные земли и окрестности посёлков. Хорошо лазает по деревьям. Активна ночью. Питается крысами, птицами, изредка змеями и лягушками. Молодые особи питаются ящерицами и лягушками.
Яйцекладущая змея. Самка откладывает от 3 до 18 яиц. Инкубационный период длится 5—6 недель. Детёныши вылупляются длиной 25 см и выглядят так же, как взрослые змеи.
Достаточно агрессивная змея. Хотя укусы происходят достаточно часто, случаи гибели людей от укуса редки. Смертность составляет 1—2 %.
Вид обитает на островах Окинава и Амами.